# Agriades astarche
Agriades astarche är en fjärilsart som beskrevs av Johann Andreas Benignus Bergsträsser 1779. Agriades astarche ingår i släktet Agriades och familjen juvelvingar. Inga underarter finns listade i Catalogue of Life.